# Tournoi féminin du Japon de rugby à sept 2019
Navigation
2018
Le Tournoi féminin du Japon de rugby à sept 2019 est la quatrième étape de la saison 2018-2019 du World Rugby Women's Sevens Series. Elle se déroule sur deux jours du 20 au 21 avril 2019 au Mikuni World Stadium de Kitakyūshū.
Cette édition est remportée par le Canada, après avoir battu l'Angleterre en finale.

## Équipes participantes
Douze équipes participent au tournoi, dont une invitée :
- Angleterre
- Australie
- Canada
- Chine
- Espagne
- États-Unis
- Fidji
- France
- Irlande
- Japon (invitée)
- Nouvelle-Zélande
- Russie

## Tournoi principal

### Phase de poules

#### Poule A
| Rang | Pays             | J | V | N | D | Pm | Pe  | Diff | Pts |
| ---- | ---------------- | - | - | - | - | -- | --- | ---- | --- |
| 1    | France           | 3 | 3 | 0 | 0 | 95 | 36  | +59  | 9   |
| 2    | Nouvelle-Zélande | 3 | 1 | 1 | 1 | 67 | 46  | +21  | 6   |
| 3    | Russie           | 3 | 1 | 1 | 1 | 55 | 71  | -16  | 6   |
| 4    | Japon            | 3 | 0 | 0 | 3 | 40 | 104 | -64  | 3   |

|  | Qualifiée pour la Cup              |
|  | Qualifiée pour le Challenge Trophy |

| 20 avril 2019 11 h 58 UTC+09:00 | France | 33 - 10 | Russie | Mikuni World Stadium, Kitakyūshū |
| 20 avril 2019 11 h 58 UTC+09:00 |        |         |        | Mikuni World Stadium, Kitakyūshū |
| 20 avril 2019 11 h 58 UTC+09:00 |        |         |        | Mikuni World Stadium, Kitakyūshū |

| 20 avril 2019 12 h 20 UTC+09:00 | Nouvelle-Zélande | 43 - 0 | Japon | Mikuni World Stadium, Kitakyūshū |
| 20 avril 2019 12 h 20 UTC+09:00 |                  |        |       | Mikuni World Stadium, Kitakyūshū |
| 20 avril 2019 12 h 20 UTC+09:00 |                  |        |       | Mikuni World Stadium, Kitakyūshū |

| 20 avril 2019 14 h 42 UTC+09:00 | Nouvelle-Zélande | 17 - 17 | Russie | Mikuni World Stadium, Kitakyūshū |
| 20 avril 2019 14 h 42 UTC+09:00 |                  |         |        | Mikuni World Stadium, Kitakyūshū |
| 20 avril 2019 14 h 42 UTC+09:00 |                  |         |        | Mikuni World Stadium, Kitakyūshū |

| 20 avril 2019 15 h 4 UTC+09:00 | France | 33 - 19 | Japon | Mikuni World Stadium, Kitakyūshū |
| 20 avril 2019 15 h 4 UTC+09:00 |        |         |       | Mikuni World Stadium, Kitakyūshū |
| 20 avril 2019 15 h 4 UTC+09:00 |        |         |       | Mikuni World Stadium, Kitakyūshū |

| 20 avril 2019 17 h 26 UTC+09:00 | Nouvelle-Zélande | 7 - 29 | France | Mikuni World Stadium, Kitakyūshū |
| 20 avril 2019 17 h 26 UTC+09:00 |                  |        |        | Mikuni World Stadium, Kitakyūshū |
| 20 avril 2019 17 h 26 UTC+09:00 |                  |        |        | Mikuni World Stadium, Kitakyūshū |

| 20 avril 2019 17 h 48 UTC+09:00 | Russie | 28 - 21 | Japon | Mikuni World Stadium, Kitakyūshū |
| 20 avril 2019 17 h 48 UTC+09:00 |        |         |       | Mikuni World Stadium, Kitakyūshū |
| 20 avril 2019 17 h 48 UTC+09:00 |        |         |       | Mikuni World Stadium, Kitakyūshū |

#### Poule B
| Rang | Pays      | J | V | N | D | Pm | Pe  | Diff | Pts |
| ---- | --------- | - | - | - | - | -- | --- | ---- | --- |
| 1    | Canada    | 3 | 3 | 0 | 0 | 85 | 50  | +35  | 9   |
| 2    | Australie | 3 | 2 | 0 | 1 | 97 | 22  | +75  | 7   |
| 3    | Espagne   | 3 | 1 | 0 | 2 | 53 | 88  | -35  | 5   |
| 4    | Chine     | 3 | 0 | 0 | 3 | 45 | 120 | -75  | 3   |

|  | Qualifiée pour la Cup              |
|  | Qualifiée pour le Challenge Trophy |

| 20 avril 2019 11 h 14 UTC+09:00 | Canada | 26 - 17 | Espagne | Mikuni World Stadium, Kitakyūshū |
| 20 avril 2019 11 h 14 UTC+09:00 |        |         |         | Mikuni World Stadium, Kitakyūshū |
| 20 avril 2019 11 h 14 UTC+09:00 |        |         |         | Mikuni World Stadium, Kitakyūshū |

| 20 avril 2019 11 h 36 UTC+09:00 | Australie | 47 - 0 | Chine | Mikuni World Stadium, Kitakyūshū |
| 20 avril 2019 11 h 36 UTC+09:00 |           |        |       | Mikuni World Stadium, Kitakyūshū |
| 20 avril 2019 11 h 36 UTC+09:00 |           |        |       | Mikuni World Stadium, Kitakyūshū |

| 20 avril 2019 13 h 58 UTC+09:00 | Canada | 42 - 19 | Chine | Mikuni World Stadium, Kitakyūshū |
| 20 avril 2019 13 h 58 UTC+09:00 |        |         |       | Mikuni World Stadium, Kitakyūshū |
| 20 avril 2019 13 h 58 UTC+09:00 |        |         |       | Mikuni World Stadium, Kitakyūshū |

| 20 avril 2019 14 h 20 UTC+09:00 | Australie | 36 - 5 | Espagne | Mikuni World Stadium, Kitakyūshū |
| 20 avril 2019 14 h 20 UTC+09:00 |           |        |         | Mikuni World Stadium, Kitakyūshū |
| 20 avril 2019 14 h 20 UTC+09:00 |           |        |         | Mikuni World Stadium, Kitakyūshū |

| 20 avril 2019 16 h 42 UTC+09:00 | Espagne | 31 - 26 | Chine | Mikuni World Stadium, Kitakyūshū |
| 20 avril 2019 16 h 42 UTC+09:00 |         |         |       | Mikuni World Stadium, Kitakyūshū |
| 20 avril 2019 16 h 42 UTC+09:00 |         |         |       | Mikuni World Stadium, Kitakyūshū |

| 20 avril 2019 17 h 4 UTC+09:00 | Australie | 14 - 17 | Canada | Mikuni World Stadium, Kitakyūshū |
| 20 avril 2019 17 h 4 UTC+09:00 |           |         |        | Mikuni World Stadium, Kitakyūshū |
| 20 avril 2019 17 h 4 UTC+09:00 |           |         |        | Mikuni World Stadium, Kitakyūshū |

#### Poule C
| Rang | Pays       | J | V | N | D | Pm | Pe | Diff | Pts |
| ---- | ---------- | - | - | - | - | -- | -- | ---- | --- |
| 1    | États-Unis | 3 | 3 | 0 | 0 | 89 | 24 | +65  | 9   |
| 2    | Angleterre | 3 | 2 | 0 | 1 | 73 | 58 | +15  | 7   |
| 3    | Irlande    | 3 | 1 | 0 | 2 | 43 | 56 | -13  | 5   |
| 4    | Fidji      | 3 | 0 | 0 | 3 | 30 | 97 | -67  | 3   |

|  | Qualifiée pour la Cup              |
|  | Qualifiée pour le Challenge Trophy |

| 20 avril 2019 10 h 30 UTC+09:00 | Irlande | 31 - 10 | Fidji | Mikuni World Stadium, Kitakyūshū |
| 20 avril 2019 10 h 30 UTC+09:00 |         |         |       | Mikuni World Stadium, Kitakyūshū |
| 20 avril 2019 10 h 30 UTC+09:00 |         |         |       | Mikuni World Stadium, Kitakyūshū |

| 20 avril 2019 10 h 52 UTC+09:00 | États-Unis | 43 - 7 | Angleterre | Mikuni World Stadium, Kitakyūshū |
| 20 avril 2019 10 h 52 UTC+09:00 |            |        |            | Mikuni World Stadium, Kitakyūshū |
| 20 avril 2019 10 h 52 UTC+09:00 |            |        |            | Mikuni World Stadium, Kitakyūshū |

| 20 avril 2019 13 h 14 UTC+09:00 | Irlande | 0 - 31 | Angleterre | Mikuni World Stadium, Kitakyūshū |
| 20 avril 2019 13 h 14 UTC+09:00 |         |        |            | Mikuni World Stadium, Kitakyūshū |
| 20 avril 2019 13 h 14 UTC+09:00 |         |        |            | Mikuni World Stadium, Kitakyūshū |

| 20 avril 2019 13 h 36 UTC+09:00 | États-Unis | 31 - 5 | Fidji | Mikuni World Stadium, Kitakyūshū |
| 20 avril 2019 13 h 36 UTC+09:00 |            |        |       | Mikuni World Stadium, Kitakyūshū |
| 20 avril 2019 13 h 36 UTC+09:00 |            |        |       | Mikuni World Stadium, Kitakyūshū |

| 20 avril 2019 15 h 58 UTC+09:00 | Fidji | 15 - 35 | Angleterre | Mikuni World Stadium, Kitakyūshū |
| 20 avril 2019 15 h 58 UTC+09:00 |       |         |            | Mikuni World Stadium, Kitakyūshū |
| 20 avril 2019 15 h 58 UTC+09:00 |       |         |            | Mikuni World Stadium, Kitakyūshū |

| 20 avril 2019 16 h 20 UTC+09:00 | États-Unis | 15 - 12 | Irlande | Mikuni World Stadium, Kitakyūshū |
| 20 avril 2019 16 h 20 UTC+09:00 |            |         |         | Mikuni World Stadium, Kitakyūshū |
| 20 avril 2019 16 h 20 UTC+09:00 |            |         |         | Mikuni World Stadium, Kitakyūshū |

## Phase finale

### Trophées

#### Cup
|  | Quarts de finale                  | Quarts de finale                  |                                  |                                  | Demi-finales                      | Demi-finales                      |    |  | Finale                            | Finale                            |
|  | Quarts de finale                  | Quarts de finale                  |                                  |                                  | Demi-finales                      | Demi-finales                      |    |  | Finale                            | Finale                            |
|  |                                   |                                   |                                  |                                  |                                   |                                   |    |  |                                   |                                   |
|  | 21 avril 2019 à 10 h 30 UTC+09:00 | 21 avril 2019 à 10 h 30 UTC+09:00 |                                  |                                  | 21 avril 2019 à 14 h 20 UTC+09:00 | 21 avril 2019 à 14 h 20 UTC+09:00 |    |  | 21 avril 2019 à 17 h 30 UTC+09:00 | 21 avril 2019 à 17 h 30 UTC+09:00 |
|  | 21 avril 2019 à 10 h 30 UTC+09:00 | 21 avril 2019 à 10 h 30 UTC+09:00 |                                  |                                  | 21 avril 2019 à 14 h 20 UTC+09:00 | 21 avril 2019 à 14 h 20 UTC+09:00 |    |  | 21 avril 2019 à 17 h 30 UTC+09:00 | 21 avril 2019 à 17 h 30 UTC+09:00 |
|  | Canada                            | 17                                |                                  |                                  | 21 avril 2019 à 14 h 20 UTC+09:00 | 21 avril 2019 à 14 h 20 UTC+09:00 |    |  | 21 avril 2019 à 17 h 30 UTC+09:00 | 21 avril 2019 à 17 h 30 UTC+09:00 |
|  | Canada                            | 17                                |                                  |                                  | 21 avril 2019 à 14 h 20 UTC+09:00 | 21 avril 2019 à 14 h 20 UTC+09:00 |    |  | 21 avril 2019 à 17 h 30 UTC+09:00 | 21 avril 2019 à 17 h 30 UTC+09:00 |
|  | Russie                            | 14                                |                                  |                                  | 21 avril 2019 à 14 h 20 UTC+09:00 | 21 avril 2019 à 14 h 20 UTC+09:00 |    |  | 21 avril 2019 à 17 h 30 UTC+09:00 | 21 avril 2019 à 17 h 30 UTC+09:00 |
|  | Russie                            | 14                                | Canada                           | 24                               |                                   |                                   |    |  | 21 avril 2019 à 17 h 30 UTC+09:00 | 21 avril 2019 à 17 h 30 UTC+09:00 |
|  | 21 avril 2019 à 10 h 52 UTC+09:00 |                                   | Canada                           | 24                               |                                   |                                   |    |  | 21 avril 2019 à 17 h 30 UTC+09:00 | 21 avril 2019 à 17 h 30 UTC+09:00 |
|  |                                   | États-Unis                        | 12                               |                                  |                                   |                                   |    |  | 21 avril 2019 à 17 h 30 UTC+09:00 | 21 avril 2019 à 17 h 30 UTC+09:00 |
|  | États-Unis                        | États-Unis                        | 12                               | 26                               |                                   |                                   |    |  | 21 avril 2019 à 17 h 30 UTC+09:00 | 21 avril 2019 à 17 h 30 UTC+09:00 |
|  | États-Unis                        |                                   |                                  | 26                               |                                   |                                   |    |  | 21 avril 2019 à 17 h 30 UTC+09:00 | 21 avril 2019 à 17 h 30 UTC+09:00 |
|  | Nouvelle-Zélande                  | 19                                |                                  |                                  |                                   |                                   |    |  | 21 avril 2019 à 17 h 30 UTC+09:00 | 21 avril 2019 à 17 h 30 UTC+09:00 |
|  | Nouvelle-Zélande                  | 19                                | Canada                           | 7                                |                                   |                                   |    |  |                                   |                                   |
|  | 21 avril 2019 à 11 h 14 UTC+09:00 |                                   | Canada                           | 7                                |                                   |                                   |    |  |                                   |                                   |
|  |                                   | Angleterre                        | 5                                |                                  |                                   |                                   |    |  |                                   |                                   |
|  | Australie                         | Angleterre                        | 5                                | 7                                |                                   |                                   |    |  |                                   |                                   |
|  | Australie                         | 21 avril 2019 à 14 h 42 UTC+09:00 |                                  | 7                                |                                   |                                   |    |  |                                   |                                   |
|  | Angleterre                        | 21                                |                                  |                                  |                                   |                                   |    |  |                                   |                                   |
|  | Angleterre                        | 21                                | Angleterre                       | 19                               |                                   |                                   |    |  |                                   |                                   |
|  | 21 avril 2019 à 11 h 36 UTC+09:00 | 21 avril 2019 à 11 h 36 UTC+09:00 | Angleterre                       | 19                               | Médaille de bronze                | Médaille de bronze                |    |  |                                   |                                   |
|  | 21 avril 2019 à 11 h 36 UTC+09:00 | 21 avril 2019 à 11 h 36 UTC+09:00 |                                  | France                           | Médaille de bronze                | Médaille de bronze                | 17 |  |                                   |                                   |
|  | France                            | 19                                | 21 avril 2019 à 17 h 4 UTC+09:00 | 21 avril 2019 à 17 h 4 UTC+09:00 |                                   |                                   | 17 |  |                                   |                                   |
|  | France                            | 19                                | 21 avril 2019 à 17 h 4 UTC+09:00 | 21 avril 2019 à 17 h 4 UTC+09:00 |                                   |                                   |    |  |                                   |                                   |
|  | Irlande                           | 0                                 |                                  | États-Unis                       | 36                                |                                   |    |  |                                   |                                   |
|  | Irlande                           | 0                                 |                                  | États-Unis                       | 36                                |                                   |    |  |                                   |                                   |
|  |                                   |                                   |                                  |                                  |                                   |                                   |    |  | France                            | 12                                |
|  |                                   |                                   |                                  |                                  |                                   |                                   |    |  | France                            | 12                                |

#### 5eplace
|  | Demi-finales                      | Demi-finales                      |                  |    | 5e place                          | 5e place                          |
|  | Demi-finales                      | Demi-finales                      |                  |    | 5e place                          | 5e place                          |
|  |                                   |                                   |                  |    |                                   |                                   |
|  | 21 avril 2019 à 13 h 36 UTC+09:00 | 21 avril 2019 à 13 h 36 UTC+09:00 |                  |    | 21 avril 2019 à 16 h 42 UTC+09:00 | 21 avril 2019 à 16 h 42 UTC+09:00 |
|  | 21 avril 2019 à 13 h 36 UTC+09:00 | 21 avril 2019 à 13 h 36 UTC+09:00 |                  |    | 21 avril 2019 à 16 h 42 UTC+09:00 | 21 avril 2019 à 16 h 42 UTC+09:00 |
|  | Russie                            | 0                                 |                  |    | 21 avril 2019 à 16 h 42 UTC+09:00 | 21 avril 2019 à 16 h 42 UTC+09:00 |
|  | Russie                            | 0                                 |                  |    | 21 avril 2019 à 16 h 42 UTC+09:00 | 21 avril 2019 à 16 h 42 UTC+09:00 |
|  | Nouvelle-Zélande                  | 36                                |                  |    | 21 avril 2019 à 16 h 42 UTC+09:00 | 21 avril 2019 à 16 h 42 UTC+09:00 |
|  | Nouvelle-Zélande                  | 36                                | Nouvelle-Zélande | 34 |                                   |                                   |
|  | 21 avril 2019 à 13 h 58 UTC+09:00 |                                   | Nouvelle-Zélande | 34 |                                   |                                   |
|  |                                   | Australie                         | 26               |    |                                   |                                   |
|  | Australie                         | Australie                         | 26               | 29 |                                   |                                   |
|  | Australie                         |                                   |                  | 29 |                                   |                                   |
|  | Irlande                           | 7                                 |                  |    |                                   |                                   |
|  | Irlande                           | 7                                 | 7e place         |    |                                   |                                   |
|  |                                   |                                   |                  |    |                                   |                                   |
|  | 21 avril 2019 à 16 h 20 UTC+09:00 |                                   |                  |    |                                   |                                   |
|  |                                   |                                   |                  |    |                                   |                                   |
|  | Russie                            | 14                                |                  |    |                                   |                                   |
|  | Russie                            | 14                                |                  |    |                                   |                                   |
|  | Irlande                           | 15                                |                  |    |                                   |                                   |
|  | Irlande                           | 15                                |                  |    |                                   |                                   |

#### Challenge Trophy
|  | Demi-finales                      | Demi-finales                      |           |    | Finale                            | Finale                            |
|  | Demi-finales                      | Demi-finales                      |           |    | Finale                            | Finale                            |
|  |                                   |                                   |           |    |                                   |                                   |
|  | 21 avril 2019 à 11 h 58 UTC+09:00 | 21 avril 2019 à 11 h 58 UTC+09:00 |           |    | 21 avril 2019 à 15 h 26 UTC+09:00 | 21 avril 2019 à 15 h 26 UTC+09:00 |
|  | 21 avril 2019 à 11 h 58 UTC+09:00 | 21 avril 2019 à 11 h 58 UTC+09:00 |           |    | 21 avril 2019 à 15 h 26 UTC+09:00 | 21 avril 2019 à 15 h 26 UTC+09:00 |
|  | Espagne                           | 12                                |           |    | 21 avril 2019 à 15 h 26 UTC+09:00 | 21 avril 2019 à 15 h 26 UTC+09:00 |
|  | Espagne                           | 12                                |           |    | 21 avril 2019 à 15 h 26 UTC+09:00 | 21 avril 2019 à 15 h 26 UTC+09:00 |
|  | Chine                             | 5                                 |           |    | 21 avril 2019 à 15 h 26 UTC+09:00 | 21 avril 2019 à 15 h 26 UTC+09:00 |
|  | Chine                             | 5                                 | Espagne   | 12 |                                   |                                   |
|  | 21 avril 2019 à 12 h 20 UTC+09:00 |                                   | Espagne   | 12 |                                   |                                   |
|  |                                   | Fidji                             | 41        |    |                                   |                                   |
|  | Japon                             | Fidji                             | 41        | 17 |                                   |                                   |
|  | Japon                             |                                   |           | 17 |                                   |                                   |
|  | Fidji                             | 28                                |           |    |                                   |                                   |
|  | Fidji                             | 28                                | 11e place |    |                                   |                                   |
|  |                                   |                                   |           |    |                                   |                                   |
|  | 21 avril 2019 à 15 h 4 UTC+09:00  |                                   |           |    |                                   |                                   |
|  |                                   |                                   |           |    |                                   |                                   |
|  | Chine                             | 7                                 |           |    |                                   |                                   |
|  | Chine                             | 7                                 |           |    |                                   |                                   |
|  | Japon                             | 0                                 |           |    |                                   |                                   |
|  | Japon                             | 0                                 |           |    |                                   |                                   |

## Joueuses

### Meilleures marqueuses
| Rang | Joueuse             | Essais marqués |
| ---- | ------------------- | -------------- |
| 1    | Anne-Cécile Ciofani | 9              |
| 2    | Baizat Khamidova    | 6              |
| 2    | Bianca Farella      | 6              |
| 2    | Emma Tonegato       | 6              |
| 5    | Alev Kelter         | 5              |

### Meilleurs réalisatrices
| Rang | Joueuse             | Points marqués |
| ---- | ------------------- | -------------- |
| 1    | Alev Kelter         | 53             |
| 2    | Anne-Cécile Ciofani | 45             |
| 3    | Emma Sykes          | 42             |
| 4    | Holly Aitchison     | 41             |
| 5    | Ghislaine Landry    | 37             |

### Distinctions
| Distinctions         | Joueuse           |
| -------------------- | ----------------- |
| Impact Player        | Charlotte Caslick |
| Joueuse de la finale | Ghislaine Landry  |

### Équipe type
| Poste            | Joueuse             |
| ---------------- | ------------------- |
| Ailier           | Anne-Cécile Ciofani |
| Demi de mêlée    | Alev Kelter         |
| Demi d'ouverture | Ghislaine Landry    |
| Ailier           | Holly Aitchison     |
| Pilier           | Karen Paquin        |
| Talonneur        | Alex Matthews       |
| Pilier           | Chloé Pelle         |